# Pedro Chirivella
Pedro Chirivella Burgos (Valencia, 23 maggio 1997) è un calciatore spagnolo, centrocampista del Panathīnaïkos.

## Caratteristiche tecniche
È un centrocampista centrale.

## Carriera

### Club

#### Valencia e Liverpool
Nato a Valencia, inizia a giocare a calcio nel 2004 presso l'accademia del club locale, scalando nei successivi nove anni tutte le gerarchie giovanili, venendo talvolta nominato capitano delle stesse.
Grazie alle sue prestazioni riesce ad attirare l'attenzione di vari club europei e nel luglio 2013 viene acquistato dagli inglesi del Liverpool per 2 milioni di sterline. Quest'ultimi, per facilitare il suo trasferimento in Inghilterra, trasferiscono la sua famiglia nel nord della Spagna, fornendo loro vitto, alloggio e un lavoro.
Aggregato subito nelle giovanili del club, dopo appena un anno, il 7 luglio 2014, firma il primo contratto da professionista e con la prima squadra.
Nonostante la firma del primo contratto da professionista nel corso della stagione 2014-2015 non riesce a debuttare ufficialmente in prima squadra, giocando principalmente nella formazione U19 con cui partecipa alla UEFA Youth League.
La stagione successiva viene saltuariamente aggregato in prima squadra dell'allenatore Brendan Rodgers che lo fa debuttare il 17 settembre 2015, in occasione della gara di UEFA Europa League contro il Bordeaux, nella quale entra a gara in corso al posto dell'infortunato Kolo Touré. Con l'avvicendamento in panchina di Jürgen Klopp viene convocato più spesso in prima squadra e debutta, sempre da sostituto, anche in FA Cup contro l'Exeter City; mentre il 9 febbraio successivo debutta da titolare nella stessa competizione contro il West Ham Utd.
A fine stagione, dopo aver rinnovato il proprio contratto con i reds, debutta anche in Premier League nella sconfitta esterna per 3-1 contro lo Swansea City.

#### Prestiti in Olanda e Spagna
Dopo aver iniziato la stagione 2016-2017 con la formazione U21 dei reds giocando il campionato di categoria, il 6 gennaio 2017 viene acquistato a titolo temporaneo dagli olandesi del Go Ahead Eagles, con cui debutta in Eredivisie la settimana successiva giocando per intero la gara persa per 3-1 contro l'AZ Alkmaar.
Sempre nel mese di gennaio, alla seconda presenza in Olanda, trova la prima rete da professionista, permettendo ai kowet di pareggiare contro l'Excelsior. Nel resto della stagione colleziona altre 15 presenze e un'altra rete (contro il PEC Zwolle), non riuscendo a evitare la retrocessione del club in Eerste Divisie.
Terminato il prestito, il 26 luglio 2017 fa ritorno in Olanda, stavolta in prestito al Willem II.
Il 13 agosto successivo debutta con i superkruiken alla prima di campionato contro l'Excelsior persa per 2-1; mentre il 20 settembre debutta in coppa nazionale nell'ampio successo esterno per 2-4 contro l'Apeldoorn, nella quale fornisce anche un assist.
Nel corso della stagione, Chirivella si rivela uno dei titolari inamovibili, aiutando il club a raggiungere il 13º posto finale in classifica e la semifinale di coppa, poi persa contro il Feyenoord.
Tornato al Liverpool, viene aggregato nuovamente alla formazione U21.
Durante la sessione invernale di calciomercato viene acquistato a titolo temporaneo dall'Extremadura UD, facendo così ritorno in Spagna dopo sei anni. Tuttavia la parentesi in Spagna si rivela infruttuosa per lui, impossibilitato a giocare in prima squadra in quanto le sue documentazioni di trasferimento sono arrivate fuori termine.
Conclusa nel peggiore dei modi la stagione 2018-2019, inizia quella successiva venendo ufficialmente inserito in prima squadra da Klopp. Il 25 settembre 2019 - 3 anni e 4 mesi dopo la sua ultima apparizione con il Liverpool - debutta in EFL Cup contro il 
MK Dons, sostituendo Naby Keïta al 63' con i reds in vantaggio per 2-0. Tuttavia, in seguito la FA annuncia che Chirivella non era effettivamente idoneo a partecipare al pareggio, poiché non aveva il nulla osta internazionale, costringendo il Liverpool a pagare una multa di 200 mila sterline, poi sospesa.
Nel resto della stagione, ottiene altre cinque presenze divide tra coppa nazionale e coppa di lega.

#### Nantes
Dopo aver deciso di non rinnovare il proprio contratto con il Liverpool, il 12 giugno 2020 firma un accordo triennale col Nantes, con cui debutta alla prima di campionato, un pareggio a reti inviolate contro il Bordeaux.
Sin dalla prima partita si ritaglia un notevole spazio tra le gerarchie de les nantaise totalizzando 35 presenze totali, tuttavia la stagione è caratterizzata dagli insufficienti risultati ottenuti con la squadra, riuscendo ad evitare la retrocessione in Ligue 2 dopo lo spareggio promozione-retrocessione contro il Tolosa.
Trova la prima rete in maglia gialloverde nella stagione successiva, in occasione del derby del 22 settembre 2021 contro il Brest vinto 3-1, dopo il quale viene nominato MVP della partita; mentre il 7 maggio vince il primo trofeo con la maglia dei canarini, la Coppa di Francia, vinta di misura contro il Nizza.
Nell'avvio della stagione seguente perde la supercoppa francese nella finale di Tel Aviv contro il Paris Saint-Germain (4-0); invece il successivo 8 settembre 2022 debutta nelle competizioni confederali con la maglia gialloverde, in occasione della gara casalinga di UEFA Europa League vinta per 2-1 sull'Olympiacos. Anche in questa stagione si conferma ancora una volta un perno del centrocampo dei canarini, è però costretto a saltare diverse partite del girone di ritorno a causa di una pubalgia accusata durante una gara di campionato che gli fanno annunciare la fine anticipata della propria stagione, riuscendo comunque a tornare in campo per le ultime due partite di Ligue 1.
Nell'agosto 2023, dopo la partenza di Ludovic Blas, viene nominato capitano dei canarini.

#### Panathīnaïkos
Il 28 giugno 2025, dopo cinque anni passati al Nantes, di cui due da capitano, lascia i gialloverdi per accasarsi ai greci del Panathīnaïkos.

### Nazionale
Tra il 2012 e il 2014 nell'Under-17 spagnola, giocando 15 gare e segnando due gol.

## Statistiche

### Presenze e reti nei club
Statistiche aggiornate al 17 maggio 2025.
| Stagione         | Squadra          | Campionato       | Campionato | Campionato | Coppe nazionali | Coppe nazionali | Coppe nazionali | Coppe continentali | Coppe continentali | Coppe continentali | Altre coppe | Altre coppe | Altre coppe | Totale | Totale | Totale |
| Stagione         | Squadra          | Comp             | Pres       | Reti       | Comp            | Pres            | Reti            | Comp               | Pres               | Reti               | Comp        | Pres        | Reti        | Pres   | Reti   |        |
| ---------------- | ---------------- | ---------------- | ---------- | ---------- | --------------- | --------------- | --------------- | ------------------ | ------------------ | ------------------ | ----------- | ----------- | ----------- | ------ | ------ | ------ |
| 2015-2016        | Liverpool        | PL               | 1          | 0          | FACup+CdL       | 3+0             | 0               | UEL                | 1                  | 0                  | -           | -           | -           | 5      | 0      |        |
| 2016-gen. 2017   | Liverpool        | PL               | 0          | 0          | FACup+CdL       | 0               | 0               | -                  | -                  | -                  | -           | -           | -           | 0      | 0      |        |
| gen.-giu. 2017   | Go Ahead Eagles  | ERE              | 17         | 2          | CO              | 0               | 0               | -                  | -                  | -                  | -           | -           | -           | 17     | 2      |        |
| 2017-2018        | Willem II        | ERE              | 31         | 0          | CO              | 4               | 0               | -                  | -                  | -                  | -           | -           | -           | 35     | 0      |        |
| 2018-2019        | Extremadura      | SD               | -          | -          | CR              | 0               | 0               | -                  | -                  | -                  | -           | -           | -           | 0      | 0      |        |
| 2019-2020        | Liverpool        | PL               | 0          | 0          | FACup+CdL       | 3+3             | 0               | UCL                | 0                  | 0                  | -           | -           | -           | 5      | 0      |        |
| Totale Liverpool | Totale Liverpool | Totale Liverpool | 1          | 0          |                 | 9               | 0               |                    | 1                  | 0                  |             | 0           | 0           | 11     | 0      |        |
| 2020-2021        | Nantes           | L1               | 32+2       | 0          | CF              | 1               | 0               | -                  | -                  | -                  | -           | -           | -           | 35     | 0      |        |
| 2021-2022        | Nantes           | L1               | 31         | 3          | CF              | 5               | 0               | -                  | -                  | -                  | -           | -           | -           | 36     | 3      |        |
| 2022-2023        | Nantes           | L1               | 26         | 0          | CF              | 1               | 0               | UEL                | 8                  | 0                  | SF          | 1           | 0           | 36     | 0      |        |
| 2023-2024        | Nantes           | L1               | 32         | 1          | CF              | 2               | 0               | -                  | -                  | -                  | -           | -           | -           | 34     | 1      |        |
| 2024-2025        | Nantes           | L1               | 30         | 0          | CF              | 2               | 0               | -                  | -                  | -                  | -           | -           | -           | 32     | 0      |        |
| Totale Nantes    | Totale Nantes    | Totale Nantes    | 153        | 4          |                 | 11              | 0               |                    | 8                  | 0                  |             | 1           | 0           | 173    | 4      |        |
| 2025-2026        | Panathīnaïkos    | SL               | 0          | 0          | CG              | 0               | 0               | UCL                | 0                  | 0                  | -           | -           | -           | 0      | 0      |        |
| Totale carriera  | Totale carriera  | Totale carriera  | 202        | 6          |                 | 24              | 0               |                    | 9                  | 0                  |             | 1           | 0           | 236    | 6      |        |

## Palmarès

### Club

#### Competizioni nazionali
- Coppa di Francia: 1

Nantes: 2021-2022